# Luciane Buchanan
Luciane Buchanan (Auckland, 22 juli 1993) is een Nieuw-Zeelands actrice. Ze is sinds 2023 vooral bekend als Rose Larkin in de Netflix-dramaserie The Night Agent.

## Biografie
Buchanan is geboren en getogen in Herne Bay, Auckland. Ze is van Tongaanse en Schotse afkomst. Haar familie sprak Tongaans, maar haar moeder stond erop dat ze volledig Engels leerde vanwege de sociaaleconomische druk die hen als Pacifische eilandbewoners omringde.
Haar debuut was in de televisiefilm Billy uit 2011. Ze volgde geen formele acteerlessen, maar oefende ter plekke op vele filmsets. Later volgde ze formele acteerlessen aan het Auckland Performing Arts Centre (TAPAC), onder andere met Miranda Harcourt. Ze behaalde in 2017 haar Bachelor of Arts in drama en psychologie aan de Universiteit van Auckland.

## Filmografie

### Films
| Jaar | Film     | Rol          | Opmerkingen   |
| ---- | -------- | ------------ | ------------- |
| 2011 | Billy    | Cherie James | Televisiefilm |
| 2018 | Stray    | Lily         |               |
| 2023 | The Tank | Jules        |               |

### Televisieseries
| Jaar      | Film                      | Rol                | Opmerkingen                |
| --------- | ------------------------- | ------------------ | -------------------------- |
| 2013      | The Blue Rose             | Aroha Nash         | 11 afleveringen            |
| 2015      | Power Rangers Dino Charge | Serveerster        | Afl. "Wishing for a Hero"  |
| 2015-2016 | Common Ground             | Leigh Williams     | 4 afleveringen             |
| 2016      | Psusy                     |                    | Afl. "Acid Cat"            |
| 2016      | The Brokenwood Mysteries  | Tai Smith          | Afl. "The Killing Machine" |
| 2016-2017 | Filthy Rich               | Kennedy Truebridge | 32 afleveringen            |
| 2017      | Baby Mama's Club          | Sophia             | 7 afleveringen             |
| 2018-2020 | The New Legends of Monkey | Tripitaka          | 20 afleveringen            |
| 2021      | Sweet Tooth               | Louisa             | Afl. "Big Man"             |
| 2021      | Mr. Corman                | Astrid             | Afl. "Many Worlds"         |
| 2022      | Beyond the Veil           | Rolly              | Afl. "Albularyo"           |
| 2022-2023 | Under the Vines           | Chef Duke          | 2 afleveringen             |
| 2023-2025 | The Night Agent           | Rose Larkin        | 20 afleveringen            |
| 2025      | Chief of War              | Kaʻahumanu         | 9 afleveringen             |

## Prijzen en nominaties
| Jaar | Prijs                       | Categorie                                         | Werk            | Uitslag     |
| ---- | --------------------------- | ------------------------------------------------- | --------------- | ----------- |
| 2024 | Critics Choice Super Awards | Beste actrice in een actieserie of -televisiefilm | The Night Agent | Genomineerd |